# Arrondissement de Nyassia
L'arrondissement de Nyassia est un arrondissement du Sénégal, situé dans le département de Ziguinchor, une subdivision de la région de Ziguinchor dans la région historique de Casamance dans le sud du pays.
Il est situé à l'est du département de Ziguinchor et est composé de deux communautés rurales.

## Arrondissement de Nyassia
| Enampore CR | Nyassia CR |
| --- | --- |
| 14 villages - Badiatte - Bandial - Batighere - Brin - Djibonker - Enampor - Essyl - Etama - Kamogueul - Mamatoro - Médina - Séléki | 25 villages - Bacounoun - Badème - Bafican - Bagame - Bassèré - Bougnack - Boffa Boyote - Bouhouyou - Darsalam - Dialang - Dioher - Ediouma - Etafoune - Etomé - Kadiéné - Kaguitte - Kailou - Kaléane - Kassoulou - Kassou Sénégal - Katouré - Kouring - Mahamouda - Nyassia - Toubacouta |